# Perro cobrador ruso
El perro cobrador ruso, "retriever ruso" o "russian tracker" es una raza extinta de perro doméstico.
No se conoce con exactitud cuando dejó de existir, aunque aún podía encontrarse a finales del siglo XIX. Se utilizó durante cientos de años para proteger los rebaños de la población indo-aria en las montañas del Cáucaso, lugares de fuerte viento y copiosas nevadas.
Era una raza grande, de hasta 75 cm a la cruz y 45 kg de peso, a pesar de lo cual era tan rápido y flexible como para hacer frente a lobos y depredadores que amenazaran a las ovejas de sus rebaños.
Tenía un manto doble grueso de color caramelo que le protegía del tiempo adverso y la vida en un medio salvaje. Además, este perro de montaña contaba con un gran intelecto, de forma que (según cuentan), era capaz de cuidar de un rebaño durante temporadas sin ayuda humana.
Está relacionado con el "Retriever ruso amarillo" (70 cm y 40 kg), raza  conocida por ser capaz de portear un ciervo muerto. La raza superviviente más cercana del cobrador ruso es el Golden Retriever; aunque se cree que el Perro cobrador de cubierta lisa y algunos Setter tienen sangre de este antiguo cobrador.